# Lucas Bárcena
Lucas Bárcena (Arraiján, 20 de febrero de 1906 - Arraiján, 20 de septiembre de 1992) fue un escritor, poeta y juez panameño.

## Biografía
Toda su vida se circunscribió en el distrito de Arraiján, ubicado en las afueras de la capital panameña. Fue influido principalmente por sus padres y hermano mayor en la literatura y periodismo. Recibió su educación primaria en la escuela local y posteriormente estudió secretariado y periodismo por correspondencia. Ingresó al colegio Melchor Lasso de la Vega donde estudió diseño arquitectónico y posteriormente ingresó a la Universidad de Panamá.
Desde una edad temprana desempeñó cargos judiciales. En 1921 fue nombrado secretario del juzgado y del concejo. En 1931 fue nombrado juez, puesto que mantuvo hasta 1941. Desempeñó como personero municipal, secretario del juzgado municipal, encargado del juzgado, juez municipal, recaudador de hacienda, secretario y juez municipal de trabajo.
A la edad de 16 años comenzó a colaborar como escritor y poeta, publicando versos en el Diario de Panamá en 1922. En 1949 logró mención de honor en el Concurso Ricardo Miró, con un libro de poemas. Varios de sus cuentos fueron publicados en la revista cubana Carteles. Por su libro Prisma ganó diploma de honor en el Concurso Permanente del Libro Americano de la Biblioteca Santiago Álvarez (Matanzas, Cuba). Fue miembro de la Sociedad de Escritores y Artistas Hispanoamericanos de La Habana.
La poesía de Bárcena estuvo enfocada en lo social, tomando énfasis en las vivencias de su localidad. Con Prisma el autor reflejó mayor dominio en la rima y ritmo; con Antología poética alcanzó un mayor grado de profundidad, abstracción y libertad métrica. El tratamiento de la mujer en sus obras pasó de menos a más, llegando a tener un papel central en el poema Cosas de ella.
Póstumamente se le nombró en 1992 a la biblioteca pública del distrito de Arraiján.

## Obras
- Cristal (1930)
- Iris (1933)
- Prisma (1939)
- Caracol (1944)
- Tierra íntima (1947)
- Antología poética, 1934-1954 (1959)
- Cuentos y prosas minúsculas (1970)

## Poemas
| - Marina - El viento - Campestre - Caminito hacia arriba - Alma panameña | - La ruta de los sueños - Pasos errantes - Arraiján - Pienso en ti - Día de San Juan | - Romance de la niña con pollera - Canción de la niña de la ventana - Ruego - Chola | - Poema - Conclusiones - La duda - Cabaña de caña blanca | - Alabanza a la mujer amada - Salutación de amor - Ebriedad - Montañesa |